# 東宝コスチューム
株式会社東宝コスチューム（とうほうコスチューム）は、主に映画撮影用の衣裳を取り扱う日本の企業。東宝の子会社。

## 概要
1923年12月10日、京都に映画・演劇衣裳を扱う京都衣裳株式会社として設立。以来、衣裳の製作、賃貸および考証を事業として取り組み、テレビ放送の開始とともにテレビ界にも進出。1963年以降は東宝グループの一員となる。1990年に「株式会社東宝コスチューム」に社名を変更する。

## 出身者
- 稲毛英一
- 川崎健二
- 岸靖彦
- 鈴木身幸
- 武内修
- 原田勝美
- 檜山勇